# ゴールデンガラ
ゴールデンガラ（Golden Gala）は、イタリア・ローマのスタディオ・オリンピコ・ディ・ローマで毎年開催される、陸上競技大会。IAAFゴールデンリーグを構成する競技大会の１つであったが、今はダイヤモンドリーグの競技大会の1つとなっている。

## 歴史
1981年よりイタリア人の国際陸上競技連盟（IAAF）会長を務めたプリモ・ネビオロがこの大会の創設者で、1980年のモスクワオリンピックをボイコットしたアメリカ合衆国や北大西洋条約機構（NATO）加盟国の選手や観客を招くために開催された。ネビオロは、1999年に心臓発作で76年の生涯を閉じた。
2009年大会では、ケネニサ・ベケレ、ケロン・スチュワート、サーニャ・リチャーズ＝ロス、エレーナ・イシンバエワが2009年のゴールデンリーグのジャックポット対象者として残っていた。男子100mではタイソン・ゲイが自身の持つアメリカ記録に並ぶ記録を打ち立て、ダニエル・ベイリーはアンティグア・バーブーダ新記録を叩き出した。アントニエッタ・ディマルティーノは走高跳で好調なブランカ・ブラシッチを破り、地元イタリアに勝利をもたらした。

## 世界記録
この大会の歴史の中で8つの世界記録が誕生している。ヒシャム・エルゲルージがマークした1500mと1マイルの記録は、2024年9月現在も世界記録として残っている。
| 年   | 種目    | 記録      | 選手                                | 国籍                  |
| ---- | ------- | --------- | ----------------------------------- | --------------------- |
| 2023 | 1500 m  | 3:49.11   | フェイス・キピエゴン                | ケニア                |
| 2020 | 棒高跳  | 6m15      | アルマンド・デュプランティス        | スウェーデン          |
| 2008 | 棒高跳  | 5m03      | エレーナ・イシンバエワ              | ロシア                |
| 2000 | やり投  | 68m22     | トリネ・ハッテスタート              | ノルウェー            |
| 1999 | 1マイル | 3:43.13   | ヒシャム・エルゲルージ              | モロッコ              |
| 1998 | 1500m   | 3:26.00   | ヒシャム・エルゲルージ              | モロッコ              |
| 1995 | 5000m   | 12:55.30  | モーゼス・キプタヌイ                | ケニア                |
| 1987 | 5000m   | 12:58.39  | サイド・アウィータ                  | モロッコ              |
| 1984 | 棒高跳  | 5m94 5m91 | セルゲイ・ブブカ ティエリ・ビネロン | ソビエト連邦 フランス |
| 1983 | 棒高跳  | 5m83      | ティエリ・ビネロン                  | フランス              |

## 大会記録

### 男子
| 種目       | 記録                 | 選手                                                                                       | 国籍           | 開催日        | 備考  |
| ---------- | -------------------- | ------------------------------------------------------------------------------------------ | -------------- | ------------- | ----- |
| 100 m      | 9.75 （+0.9 m/s）    | ジャスティン・ガトリン                                                                     | アメリカ合衆国 | 2015年6月4日  |       |
| 200 m      | 19.70 （+0.7 m/s）   | マイケル・ノーマン                                                                         | アメリカ合衆国 | 2019年6月9日  |       |
| 400 m      | 43.62                | ジェレミー・ウォリナー                                                                     | アメリカ合衆国 | 2006年7月14日 |       |
| 800 m      | 1:42.79              | ウィルソン・キプケテル                                                                     | デンマーク     | 1999年7月7日  |       |
| 1500 m     | 3:26.00              | ヒシャム・エルゲルージ                                                                     | モロッコ       | 1998年7月14日 |       |
| 1マイル    | 3:43.13              | ヒシャム・エルゲルージ                                                                     | モロッコ       | 1998年7月7日  |       |
| 2000 m     | 4:54.02              | ベヌステ・ニョンガボ                                                                       | ブルンジ       | 1995年6月8日  |       |
| 3000 m     | 7:46.06              | ジャック・バックナー                                                                       | イギリス       | 1984年8月31日 |       |
| 5000 m     | 12:46.33             | ニコラス・キメリ                                                                           | ケニア         | 2022年6月9日  |       |
| 110 mH     | 13.01 （+0.8 m/s）   | アレン・ジョンソン                                                                         | アメリカ合衆国 | 1999年7月7日  |       |
| 400 mH     | 47.07                | カールステン・ウォーホーム                                                                 | ノルウェー     | 2020年9月17日 |       |
| 3000 mSC   | 7:54.31              | ポール・コエチ                                                                             | ケニア         | 2012年5月31日 | [ 3 ] |
| 走高跳     | 2.41 m               | ムタズ・エサ・バルシム                                                                     | カタール       | 2014年6月5日  |       |
| 棒高跳     | 6.15 m               | アルマンド・デュプランティス                                                               | スウェーデン   | 2020年9月17日 |       |
| 走幅跳     | 8.61 m （0.0 m/s）   | ドワイト・フィリップス                                                                     | アメリカ合衆国 | 2009年7月10日 | [ 4 ] |
| 三段跳     | 17.96 m （-0.4 m/s） | ペドロ・パブロ・ピチャルド                                                                 | キューバ       | 2015年6月4日  |       |
| 砲丸投     | 21.67 m              | ウルフ・ティンマーマン                                                                     | 東ドイツ       | 1986年9月10日 |       |
| 砲丸投     | 21.67 m              | クリスチャン・キャントウェル                                                               | アメリカ合衆国 | 2010年6月10日 |       |
| 円盤投     | 68.78 m              | ピオトル・マラチョフスキ                                                                   | ポーランド     | 2010年6月10日 |       |
| ハンマー投 | 84.88 m              | セルゲイ・リトビノフ                                                                       | ソビエト連邦   | 1986年9月10日 |       |
| やり投     | 90.34 m              | アンドレアス・トルキルドセン                                                               | ノルウェー     | 2006年7月14日 |       |
| 4x100 mR   | 38.31                | サンタモニカトラッククラブ マイク・マーシュ リロイ・バレル フロイド・ハード カール・ルイス | アメリカ合衆国 | 1994年6月8日  |       |
| 4x400 mR   | 3:01.76              | ナイジェル・レヴィン コンラッド・ウィリアムズ クリストファー・クラーク ジャック・グリーン  | 英国           | 2012年5月31日 | [ 5 ] |

### 女子
| 種目     | 記録                 | 選手                                                                 | 国籍             | 開催日        | 備考  |
| -------- | -------------------- | -------------------------------------------------------------------- | ---------------- | ------------- | ----- |
| 100 m    | 10.75 （+0.6 m/s）   | マリオン・ジョーンズ                                                 | アメリカ合衆国   | 1998年7月14日 |       |
| 100 m    | 10.75 （+0.4 m/s）   | ケロン・スチュワート                                                 | ジャマイカ       | 2009年7月10日 | [ 6 ] |
| 200 m    | 22.19 （+0.8 m/s）   | マリオン・ジョーンズ                                                 | アメリカ合衆国   | 1999年7月7日  |       |
| 400 m    | 49.17                | マリタ・コッホ                                                       | 東ドイツ         | 1986年9月10日 |       |
| 800 m    | 1:55.69              | パメラ・ジェリモ                                                     | ケニア           | 2008年7月11日 |       |
| 1500 m   | 3:49.11              | フェイス・キピエゴン                                                 | ケニア           | 2022年6月2日  |       |
| 1マイル  | 4:21.38              | パウラ・イバン                                                       | ルーマニア       | 1989年7月19日 |       |
| 3000 m   | 8:23.96              | オリガ・エゴロワ                                                     | ロシア           | 2001年6月29日 |       |
| 5000 m   | 14:12.59             | アルマズ・アヤナ                                                     | エチオピア       | 2016年6月2日  |       |
| 100 mH   | 12.39 （+1.5 m/s）   | ベラ・コミソワ                                                       | ソビエト連邦     | 1980年8月5日  |       |
| 400 mH   | 52.82                | ラシンダ・ディーマス                                                 | アメリカ合衆国   | 2010年6月10日 |       |
| 3000 mSC | 9:04.96              | Hyvin Kiyeng                                                         | ケニア           | 2018年5月31日 |       |
| 走高跳   | 2.03 m               | エレーナ・スレサレンコ                                               | ロシア           | 2004年7月2日  | [ 7 ] |
| 走高跳   | 2.03 m               | ヘストリー・クルーテ                                                 | 南アフリカ共和国 | 2004年7月2日  | [ 7 ] |
| 走高跳   | 2.03 m               | ブランカ・ブラシッチ                                                 | クロアチア       | 2010年6月10日 |       |
| 走高跳   | 2.03 m               | ションテ・ロウ                                                       | アメリカ合衆国   | 2010年6月10日 |       |
| 棒高跳   | 5.03 m               | エレーナ・イシンバエワ                                               | ロシア           | 2008年7月11日 |       |
| 走幅跳   | 7.23 m （−0.3 m/s）  | マリオン・ジョーンズ                                                 | アメリカ合衆国   | 1998年7月14日 |       |
| 三段跳   | 15.29 m （+0.3 m/s） | ヤミレ・アルダマ                                                     | キューバ         | 2003年7月11日 |       |
| 砲丸投   | 21.03 m              | バレリー・アダムス                                                   | ニュージーランド | 2012年5月31日 | [ 8 ] |
| 円盤投   | 68.93 m              | サンドラ・ペルコビッチ                                               | クロアチア       | 2018年5月31日 |       |
| やり投   | 68.66 m              | バルボラ・シュポタコバ                                               | チェコ           | 2010年6月10日 |       |
| 4x100 mR | 38.31                | Natalya Strohova Yelizaveta Bryzgina Olesya Povh Nataliya Pohrebnyak | ウクライナ       | 2016年6月2日  |       |